# Muro (singolo)
Muro è un singolo del cantautore italiano Luigi Strangis, pubblicato l'8 novembre 2021 come secondo estratto dall'EP Strangis.

## Descrizione
Il brano, scritto da Francesco Pisapia e Michele Canova Iorfida, è prodotto da quest'ultimo con effemmepi.

## Brano musicale
Il brano musicale è stato pubblicato in concomitanza all'uscita del singolo attraverso il canale YouTube del cantautore.

## Promozione
Il singolo è stato presentato in anteprima durante la partecipazione del cantautore alla ventunesima edizione del talent show Amici di Maria De Filippi.

## Tracce
Testi di Francesco Pisapia, Michele Canova Iorfida, musiche di Alessio Nelli, Leonardo Zaccaria, Michele Canova Iorfida, Vincenzo Colella.
1. Muro – 2:34